# Andrew Dominik
Andrew Dominik, född 1967, är en australisk filmregissör.

## Filmografi (i urval)
- 2007 – Mordet på Jesse James av ynkryggen Robert Ford
- 2012 – Killing Them Softly
- 2022 – Blonde